# Stanisław Bartocha
Stanisław Bartocha (ur. 9 grudnia 1915 w Baumgarten, zm. 14 września 1990) – legionista Wojska Polskiego II RP, członek załogi i obrońca Wojskowej Składnicy Tranzytowej na Westerplatte w wojnie obronnej 1939, w 1989 mianowany podporucznikiem w stanie spoczynku.

## Życiorys

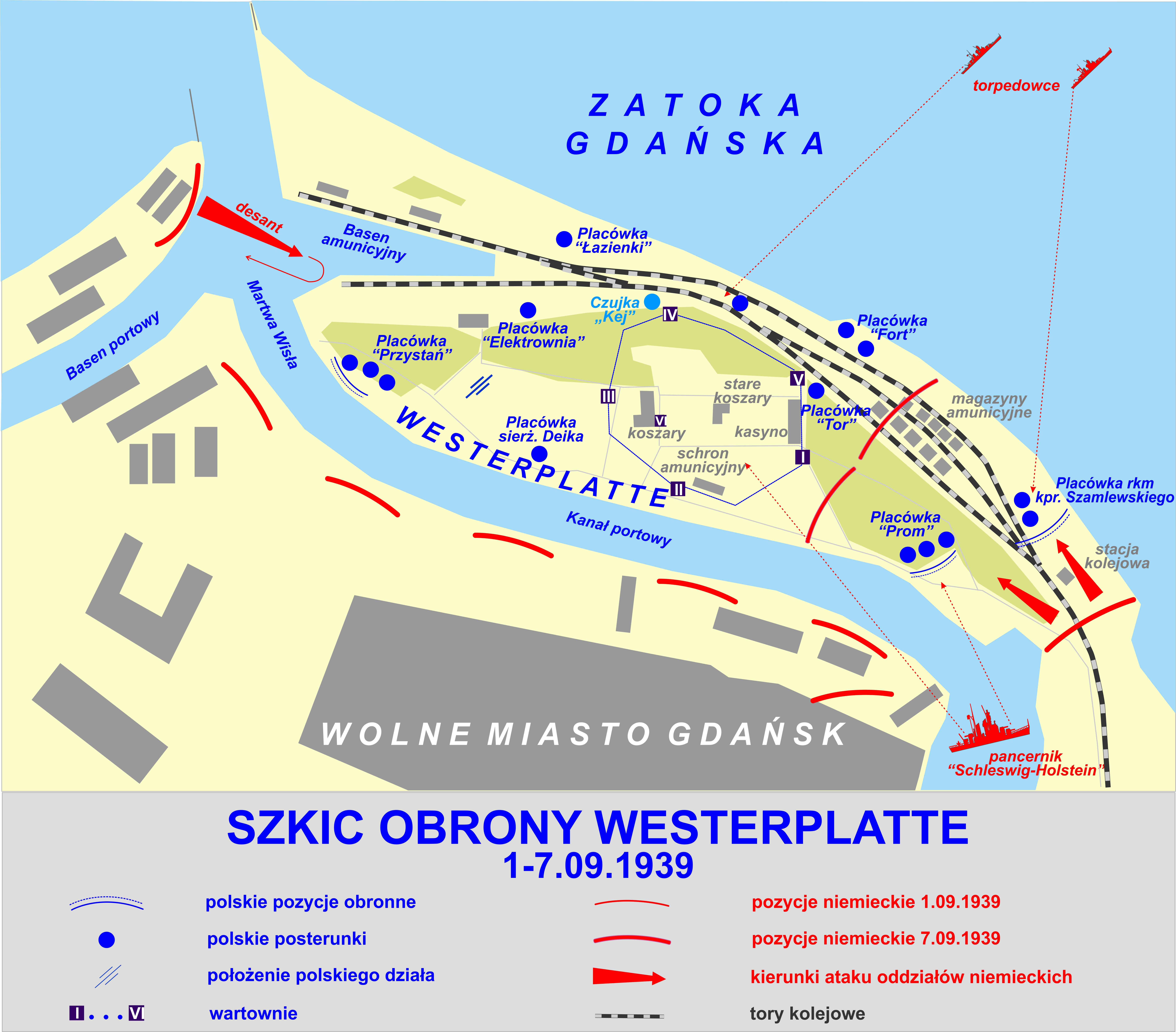
Obrona Westerplatte

Urodził się w Baumgarten, jako syn Bonifacego i Julianny z domu Kupisz. Ukończył pięć klas szkoły powszechnej. Służbę wojskową odbywał w 4 pułku piechoty Legionów w Kielcach, skąd został skierowany na Westerplatte, dokąd przybył 5 kwietnia 1939. Brał udział w obronie Westerplatte będąc w załodze obsługi moździerzy jako celowiniczy. 
Po kapitulacji Westerplatte był jeńcem Stalagu I A Stablack w Prusach Wschodnich. A następnie pracował jako robotnik przymusowy. Po wyzwoleniu przez oddziały aliantów Haffkrug, niedaleko Neustadtu, przewieziony został do Lubeki. W 1947 powrócił do kraju. Zatrudnił się w Kopalni Węgla Kamiennego „Sosnowiec”, pracował jako górnik od 11 grudnia 1948 do 2 lutego 1971. W 1989 został awansowany na podporucznika w stanie spoczynku. 
Był żonaty, miał czworo dzieci. 
Został pochowany na Cmentarzu Parafialnym, ul. 11 listopada, Sosnowiec – Zagórze. Sektor I grób 2024. „Znak Pamięci” na grobie umieściła Szkoła Podstawowa nr 1 im. Obrońców Westerplatte w Opolu 19 kwietnia 1999. 

## Upamiętnienie
- Tablica na Westerplatte z nazwiskiem Bartocha[3]

## Odznaczenia
- Srebrny Krzyż Orderu Virtuti Militari (1989)
- Krzyż Kawalerski Orderu Odrodzenia Polski (1989)
- Krzyż Walecznych (1960)
- Odznaka Grunwaldzka (1960)
- Brązowy Medal „Zasłużonym na Polu Chwały”
- Medal Zwycięstwa i Wolności 1945